# Maxwell (nome)
Maxwell  è un nome proprio di persona inglese maschile.

## Varianti
- Ipocoristici: Max[1]

## Origine e diffusione
Riprende il cognome scozzese Maxwell; esso è composto da Mack, un ipocoristico del nome scandinavo Magnus, e da wella, che significa "ruscello" in inglese antico: il significato complessivo può quindi essere interpretato come "torrente di Mack".

## Onomastico
Il nome non è portato da alcun santo, quindi è adespota, e se ne festeggia l'onomastico il 1º novembre, in occasione di Ognissanti.

## Persone

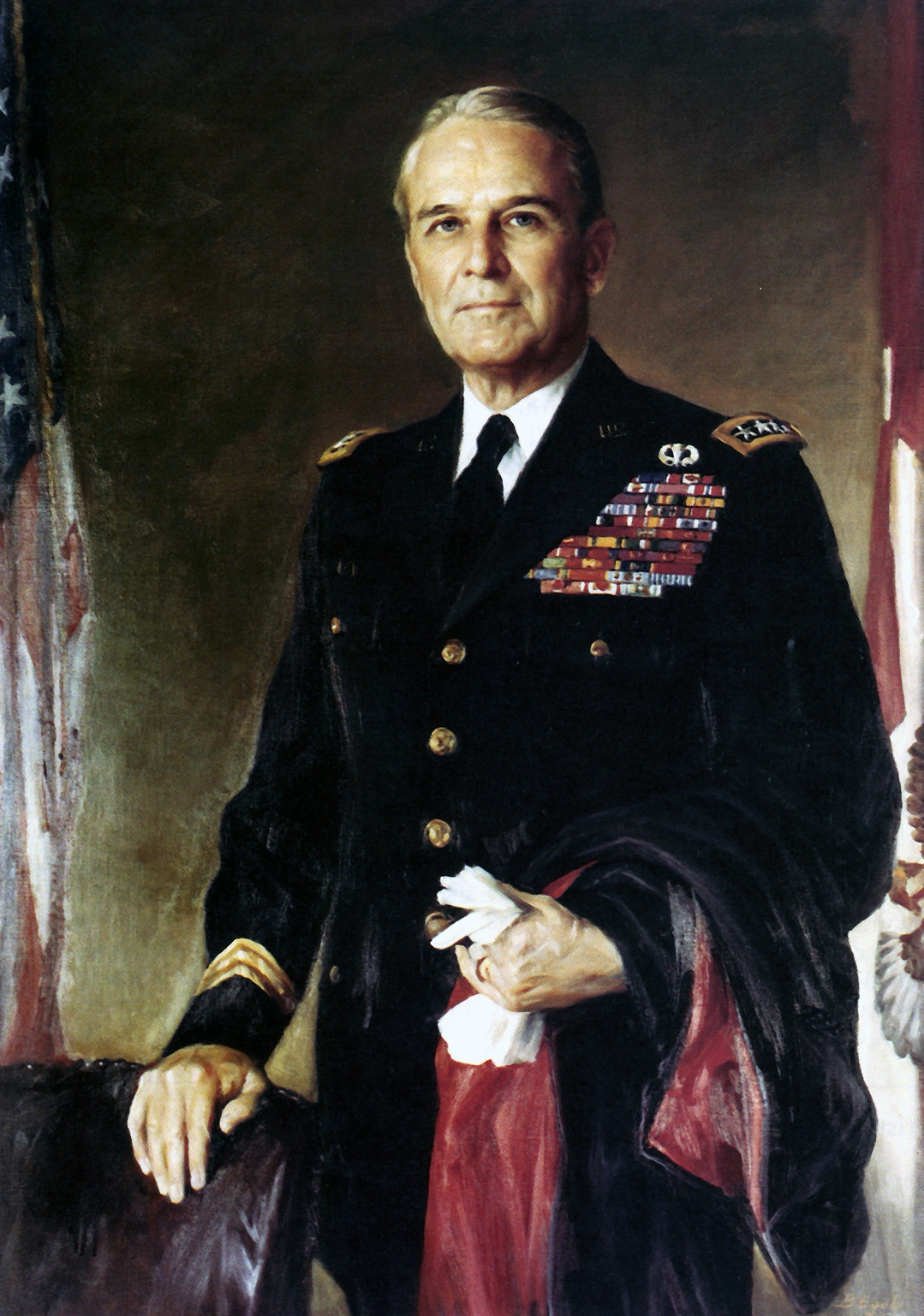
Maxwell Taylor

- Maxwell Anderson, scrittore statunitense
- Maxwell Atoms, disegnatore statunitense
- Maxwell Caulfield, attore scozzese naturalizzato statunitense
- Maxwell Perry Cotton, attore statunitense
- Maxwell Holt, pallavolista statunitense
- Maxwell Karger, produttore cinematografico e regista statunitense
- Maxwell Long, atleta statunitense
- Maxwell T. Masters, botanico britannico
- Maxwell Rosenlicht, matematico statunitense
- Maxwell Scherrer Cabelino Andrade, calciatore brasiliano
- Maxwell Shane, sceneggiatore, regista, produttore televisivo e cinematografico statunitense
- Maxwell Taylor, generale e diplomatico statunitense

## Il nome nelle arti
- Maxwell Lord è un personaggio dei fumetti DC Comics.